# Kula-pohod
Kula je sustav obredne razmjene na području Milne Bay provincije u Papua Novoj Gvineji. Poznat i kao kula-pohod ili kula-krug ova svečanost se prakticira među 18 zajednica otočja Massim (koje obuhvaća i Trobrijandske otoke), te ukljućuje više od tisuću pojedinaca.

## Opis obreda
Sudionici ceremonije plove stotinama milja u glomaznim kanuima s ciljem razmjene cijenjenih predmeta, uglavnom ukrasa. Putujući u krug, u smjeru suprotnom od kazaljke na sat, tako se razmjenjuju ogrlice i narukvice od školjki, predmeti koji nemaju praktičnu uporabu, već predstavljaju simbole statusa i bogatstva. Svrha ovakvih trgovačkih i socijalnih transakcija je stvaranje jakih i dobrih odnosa među akterima razmjene. Čin darivanja je pokazatelj veličine darivatelja, a ovakva partnerstva (karayta'u) podrazumjevaju obveze međusobne gostoljubivosti i zaštite. Darovi kula obreda nikada ne ostaju dugo u rukama primatelja, već ih se nastavlja razmjenjivati s ostalim partnerima. Naime, pojedinac ima više partnera, ovisno o svome statusu; važniji vođe mogu ih imati i stotine, dok ih manje utjecajni pojedinci imaju desetak.
Darivanje se na Trobrijandskom otočju vrši i u religiozne svrhe. Darivanjem vaygua - dragocijenih predmeta, amajlija i ukrasa - tjera se tauvau, zao duh utjelovljen u obliku mrtve zmije ili podzemnog pauka. Komuniciranje s duhovima vrši se i prilikom svetkovina u čast mrtvih, zvanih mila-mila, gdje se, prema vjerovanju sudionika rituala, sjene priloženih dragocjenosti odnose u zemlju mrtvih kako bi se i duhovi pokojnika nadmetali u bogatstvu i razmjenjivali poput živih.